# Gennadij Judin
Gennadij Judin (Mosca, 27 marzo 1923 – Mosca, 13 novembre 1989) è stato un attore sovietico.

## Filmografia parziale

### Attore
- V pogone za slavoj (1956)
- Vasilij Surikov (1959)
- Severnaja povest' (1960)

## Premi
- Premio Stalin